# Carl Adam Norman
Carl Adam Norman, född 1773, död 1812, var en svensk violinist.
Norman var violinist i Kungliga Hovkapellet 1793-1812, andre konsertmästare 1811-1812. Han spelade även valthorn åren 1807-1811.

## Verk
- Tema "Kör upp i dalom" (dalvisa) med variationer. Uppförd april 1799 i Uppsala.[3]
- Tema "Lilla matrosen och Svårare seglats" med variationer. Uppförd februari 1801 och 1806 i Uppsala, 1803, 1807 i Åbo (två gånger).[3]

### Orkester
- Polonäs för violin och orkester. Uppförd februari och mars 1797.[3]
- Tema "Gubben Noak" med variationer för violin och orkester. Uppförd april 1799 i Uppsala, 1799 i Falun och oktober 1799.[3]
- Violinkonsert. Uppförd oktober 1799, 1801, 1809 och 1799 i Uppsala.[3]
- Polonäs i C-dur för violin och orkester.[3]

### Kammarmusik
- Duett för två violiner. Uppförd september 1802.[3]
- Polonäs för violin. Uppförd januari 1807 och samma år i Åbo.[3]
- Polska för violin. Uppförd januari 1803.[3]
- Polonäs för violin. Uppförd mars 1801 och 1802 i Uppsala (flöjt).[3]